# Hikawa Maru
Le Hikawa Maru (氷川丸) est un ancien paquebot construit par Yokohama Dock Company pour la Nippon Yusen Kaisha ("NYK Line"). Le transpacifique a été lancé le 30 septembre 1929 et a fait son voyage inaugural de Kobe à Seattle le 13 mai 1930. Décommissionné en 1960, il est désormais amarré en permanence comme navire musée au Yamashita Park (en) de Naka-ku à Yokohama.
Hikawa Maru était l'un des trois navires à moteur de classe Hikawa Maru, tous nommés d'après les principaux sanctuaires Shinto. Le sanctuaire Hikawa se trouve à Saitama dans le centre du Honshū. Ses deux navires jumeaux, tous deux perdus pendant la Seconde Guerre mondiale, étaient Heian Maru et Hie Maru.

## Historique

### Service civil

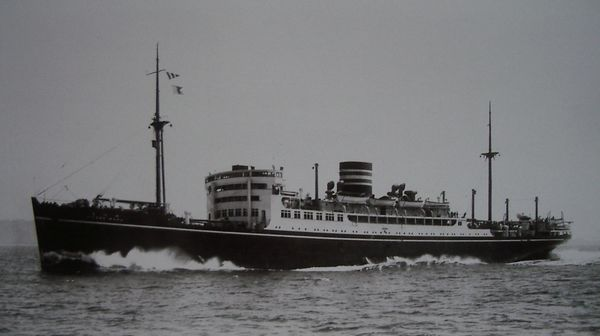
Voyage inaugural du HikawaMaru

Hikawa Maru a fait son voyage inaugural le 22 mai 1930 et faisait une liaison régulière entre Yokohama, Vancouver et Seattle. Le paquebot avait une réputation de service qui combinait une nourriture splendide et de beaux intérieurs Art déco, et était surnommée "La Reine du Pacifique". Charlie Chaplin y a fait une partie du tour du monde en 1932. Jigorō Kanō, le fondateur du judo et représentant du Japon au Comité international olympique, est décédé à bord en 1938.
En 1940-41, avant l'attaque de Pearl Harbor, des centaines de réfugiés juifs de la persécution nazie ont fui vers le Canada et les États-Unis via le Japon, et beaucoup d'entre eux ont navigué sur Hikawa Maru.  En août 1940, un groupe de 82 juifs allemands et lituaniens qui avaient voyagé via l'URSS et Vladivostok atteignit Seattle sur Hikawa Maru. Plus tard, le rabbin Zerach Warhaftig et sa famille ont voyagé vers l'est de la Lituanie au Japon. Ils ont quitté Yokohama sur Hikawa Maru le 5 juin 1941 et ont atterri à Vancouver, Colombie-Britannique, Canada le 17 juin.
En juillet 1941, les États-Unis et d'autres pays qui se sont vengés de l'invasion japonaise de l'Indochine française ont ordonné la saisie des actifs japonais. Cependant, les États-Unis ont donné l'assurance que les paquebots ne seraient pas saisis, de sorte que Heian Maru et Hikawa Maru ont continué leur service régulier vers les ports américains. En octobre 1941, Hikawa Maru est devenu le dernier navire de New York à visiter un port américain avant que le Japon et les États-Unis n'entrent en guerre. Il a amené des réfugiés américains à Seattle et sur son voyage de retour, il a rapatrié 400 ressortissants japonais.

### Navire-hôpital en temps de guerre

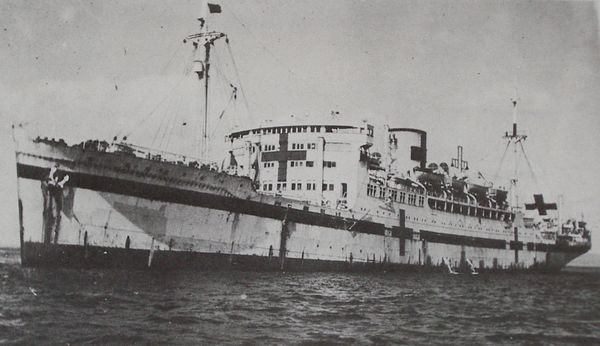
Hikawa Maru en tant que navire-hôpital, 1941-45

À partir du 1er décembre 1941, une semaine avant l'attaque sur Pearl Harbor, le chantier naval Mitsubishi Zosen à Yokohama a converti Hikawa Maru en navire-hôpital, achevant ses travaux le 21 décembre. Il a soigné les victimes japonaises des attaques de la Task Force 8 américaine sur les atolls de Kwajalein et de Wotje en février 1942 et a rapatrié les blessés graves à Yokosuka. Le 15 juin 1942, le croiseur léger japonais Nagara a amené environ 500 blessés japonais de la bataille de Midway à Hashira-jima, où ils ont été transférés sur Hikawa Maru. 
Par trois fois Hikawa Maru a survécu aux dommages causés par les mines. Le premier était le 3 octobre 1942 en entrant dans le port de Surabaya à Java. Il a été réparé au port et est partie le 10 octobre. La seconde a eu lieu le 15 juillet 1944 lorsqu'une mine magnétique l'a endommagée au large des îles Carolines. Il s'est arrêté à Davao aux Philippines le 19-26 juillet où ses dommages ont été inspectés et le 1er août, il est arrivé à Yokosuka pour des réparations. La troisième était le 17 février 1945 lorsqu'il quittait le port de Singapour. Sa poupe a heurté une mine dans le détroit de Singapour mais il est retourné au port et a été réparé.  En mars et avril, le chantier naval Mitsubishi de Yokohama a effectué d'autres réparations, et du 21 juin au 4 juillet, il a été mis en cale sèche à Maizuru.

### Service d'après-guerre
Lorsque le Japon se rendit le 15 août, Hikawa Maru était l'un des deux seuls grands navires à passagers japonais à avoir survécu à la guerre. L'autre était un autre navire-hôpital, le Takasago Maru d'Osaka Shosen Kaisha. Hie Maru et Heian Maru avaient été convertis en navires de dépôt sous-marins et ont été attaqués et coulés en 1943 et 44. 

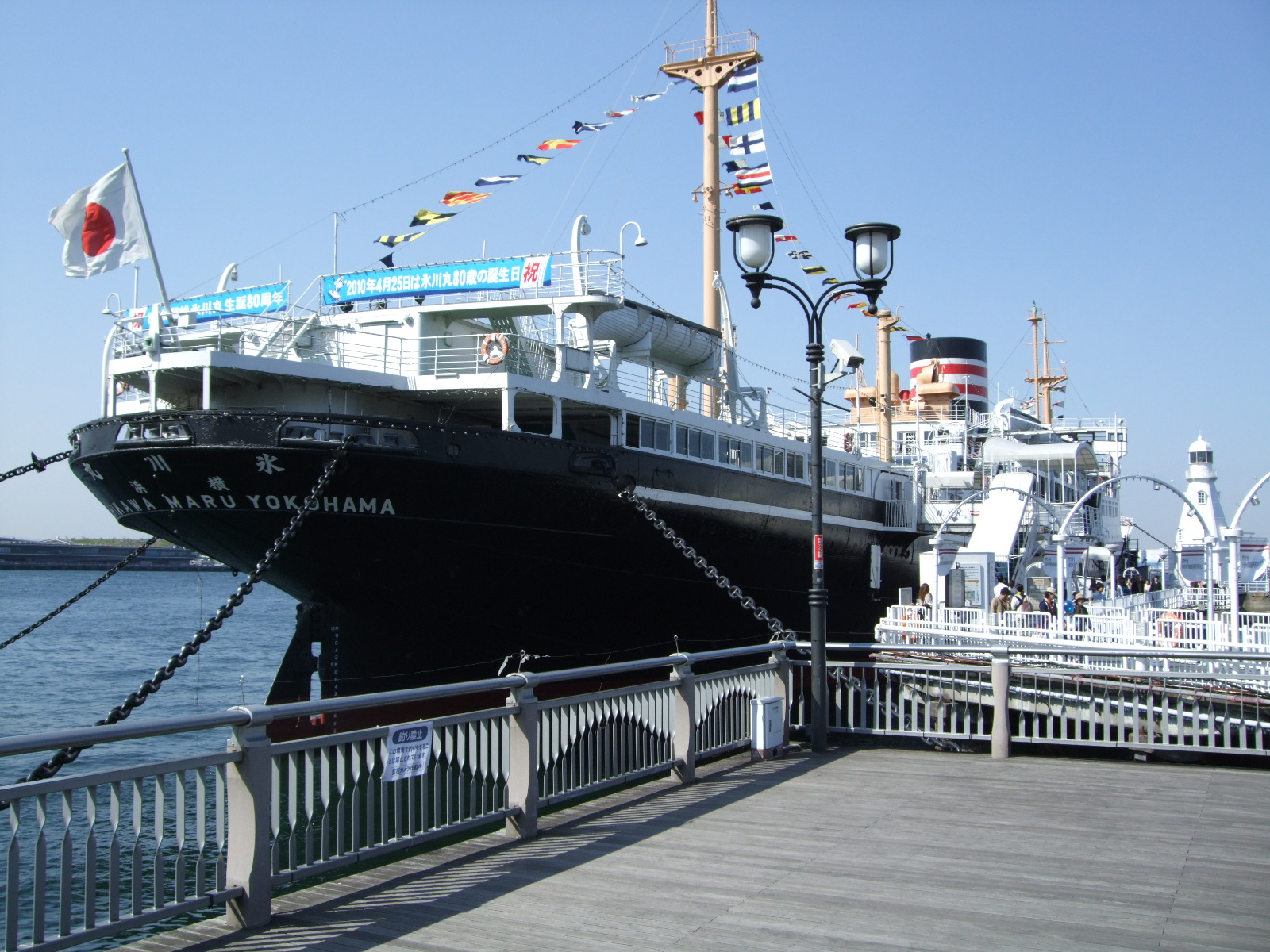
Hikawa Maru à Yokohama

Les États-Unis ont occupé le Japon et en septembre 1945, la Shipping Control Authority for the Japanese Merchant Marine (en) (SCAJAP) a réquisitionné Hikawa Maru sous le numéro de navire H-022. Il a rapatrié des milliers de soldats et de civils japonais des îles du Pacifique, de Corée, des Indes néerlandaises et de Chine jusqu'en août 1946, date à laquelle il a accosté à Yokohama pour des réparations. 
En 1947, La SCAJAP a remis Hikawa Maru à la NYK Line, qui, malgré sa capacité de passagers, l'a principalement exploité comme cargo jusqu'en 1953. Son travail comprenait des marchandises générales entre le Japon et la côte est des États-Unis, un service de ligne entre le Japon et la Birmanie en 1949 et du minerai de fer en provenance de Thaïlande. Pendant la guerre, la NYK Line avait perdu 172 navires totalisant 1,028 million de tonnes brutes, ce qui peut expliquer pourquoi la société utilisait un paquebot pour toute cargaison.
En 1953, la NYK Line fit réaménager Hikawa Maru en tant que paquebot sur sa route d'avant-guerre de Yokohama-Seattle. Il a navigué jusqu'à ce que La NYK Line le désarme le 21 décembre 1960. Son service en temps de paix sur la route 1930-41 et 1953-60 a totalisé 238 voyages et 25 000 passagers.

### Préservation

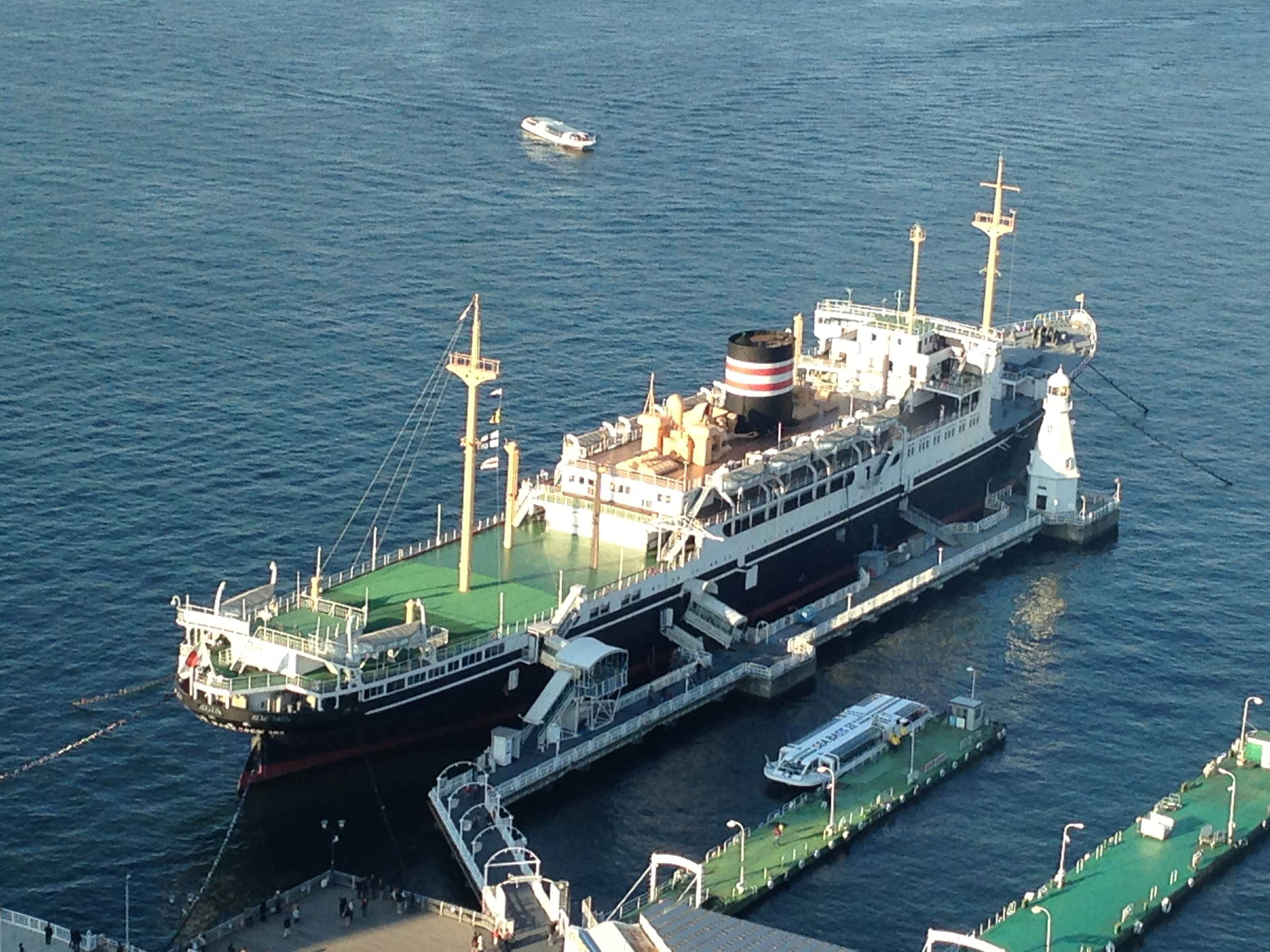
NYK Hikawamaru au Yamashita Park

En 1961, Hikawa Maru fut amarré en permanence au Yamashita Park (en) de Naka-ku à Yokohama comme navire musée flottant, hôtel et restaurant. 
En 2005, ses propriétaires annoncèrent qu'ils avaient subi des pertes financières substantielles et cherchaient à vendre Hikawa Maru. En décembre 2006, le navire musée a été fermé et des doutes sur son avenir ont été soulevés. Cependant, NYK Line a souscrit sa restauration, qui a commencé en août 2007. Il a été rebaptisé NYK Hikawamaru et a été rouvert au public à Yamashita Park le 25 avril 2008.

## Galerie

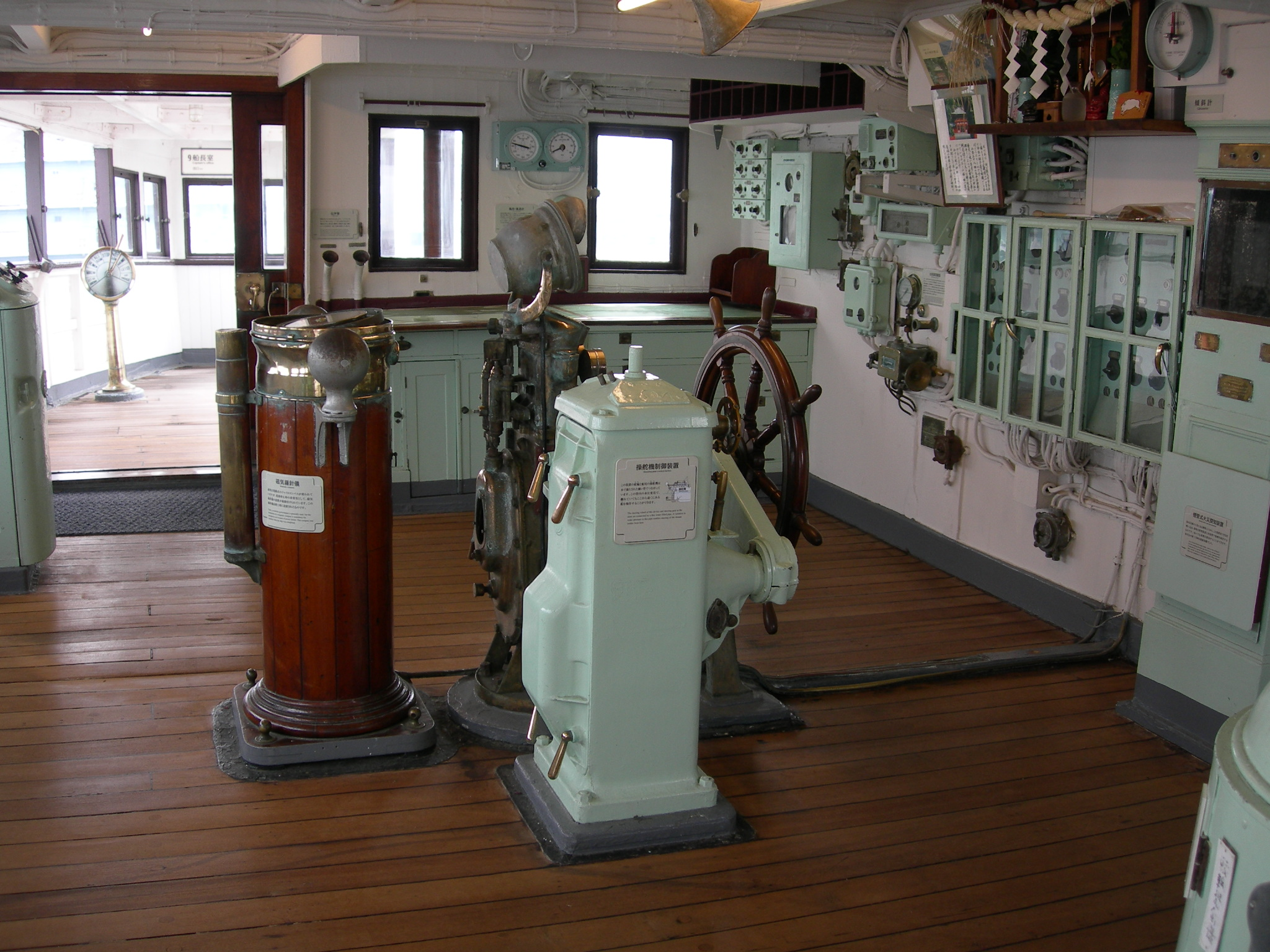
La passerelle du Hikawa Maru
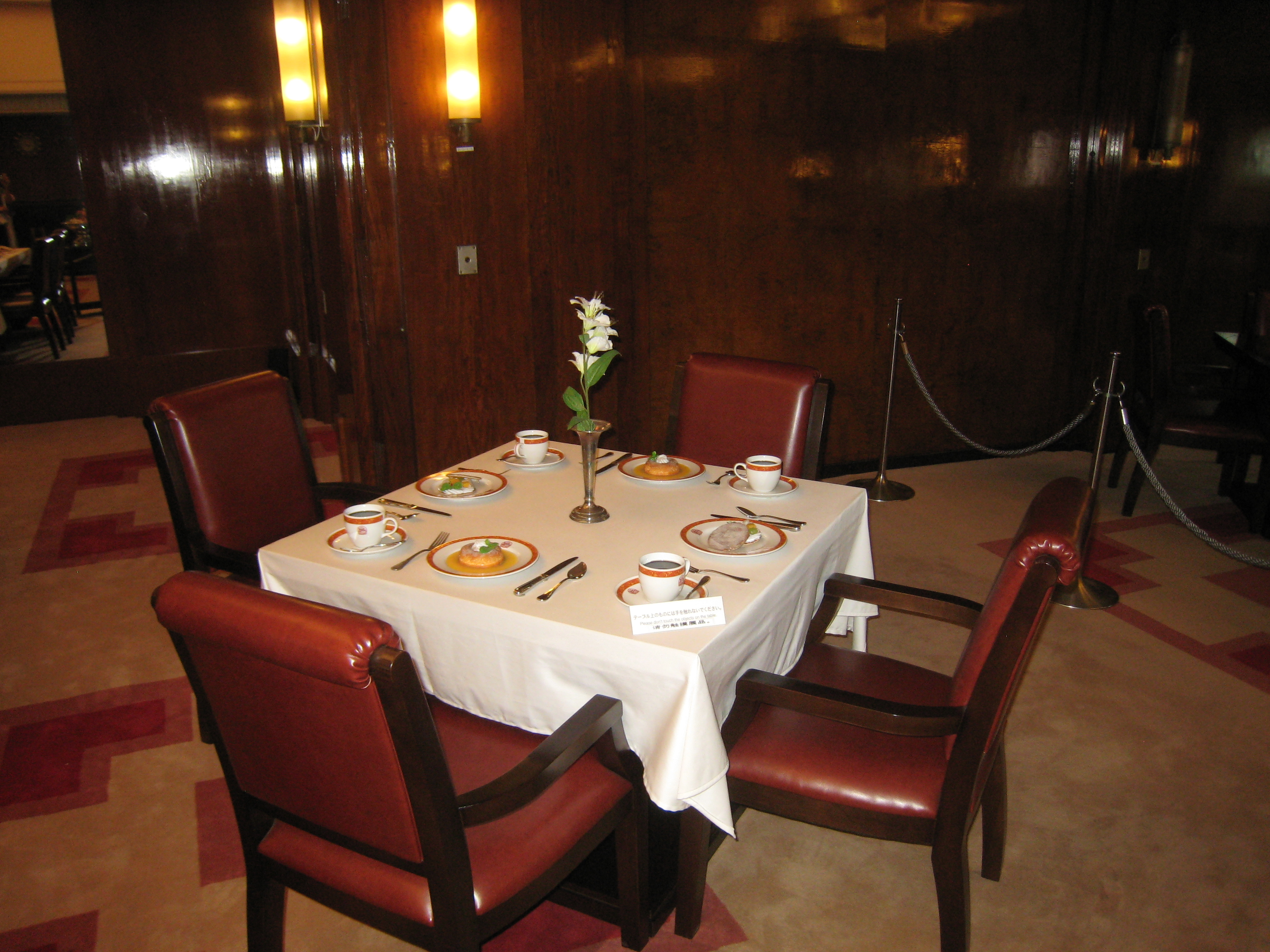
Restaurant
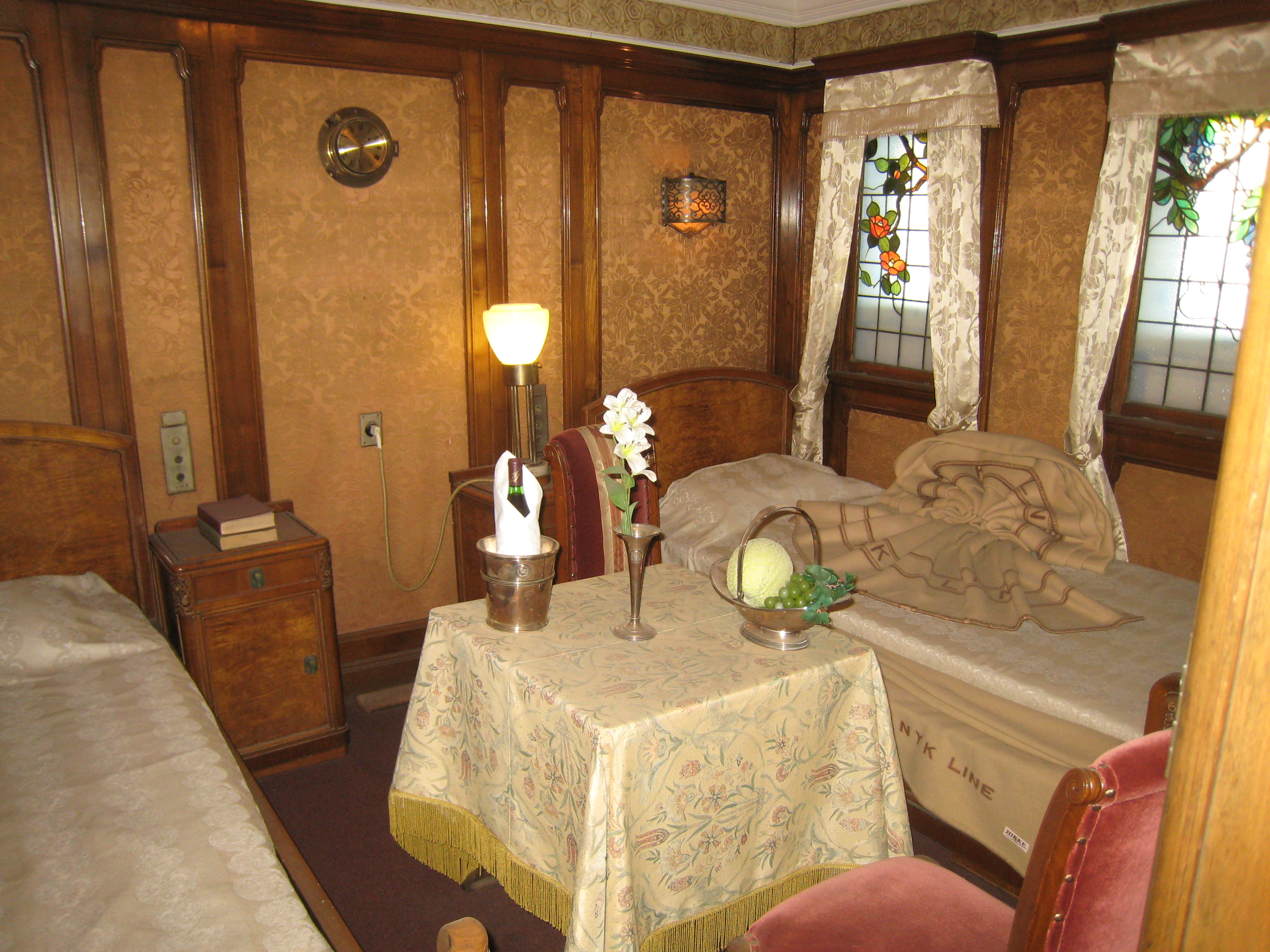
Chambre-appartement
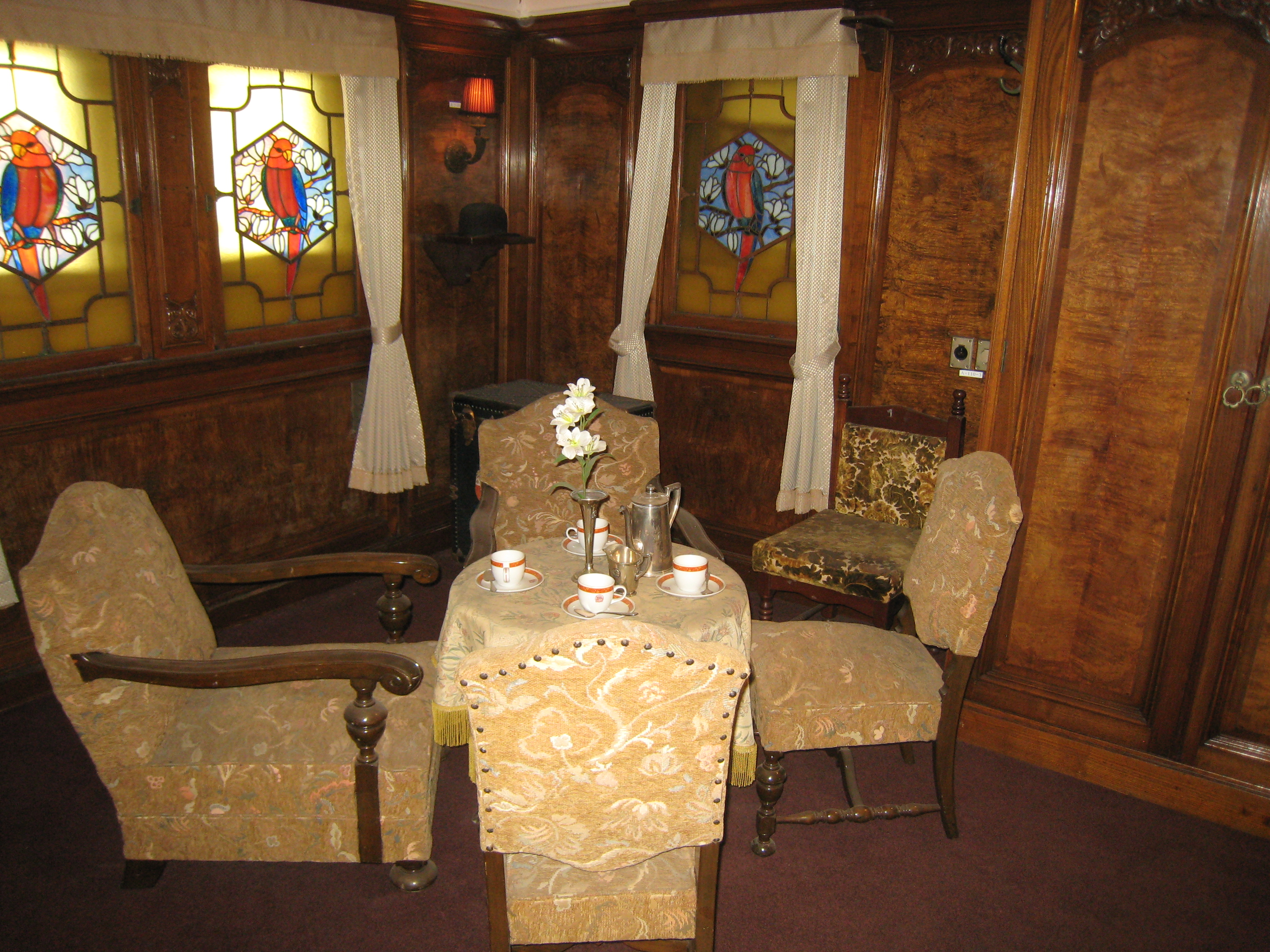
Salon-appartement